# بورغناك
بورغناك (بالفرنسية: Burgnac)‏ هي بلدية في مقاطعة فيين العليا في منطقة أقطانية الجديدة غرب فرنسا.